# Boissise-le-Roi
Boissise-le-Roi [bwasiz lə ʁwa] ist eine französische Gemeinde mit 3828 Einwohnern (Stand: 1. Januar 2022) im Département Seine-et-Marne in der Region Île-de-France. Sie gehört zum Arrondissement Melun und zum Kanton Saint-Fargeau-Ponthierry. Die Einwohner werden Régiboissiens genannt.

## Geographie

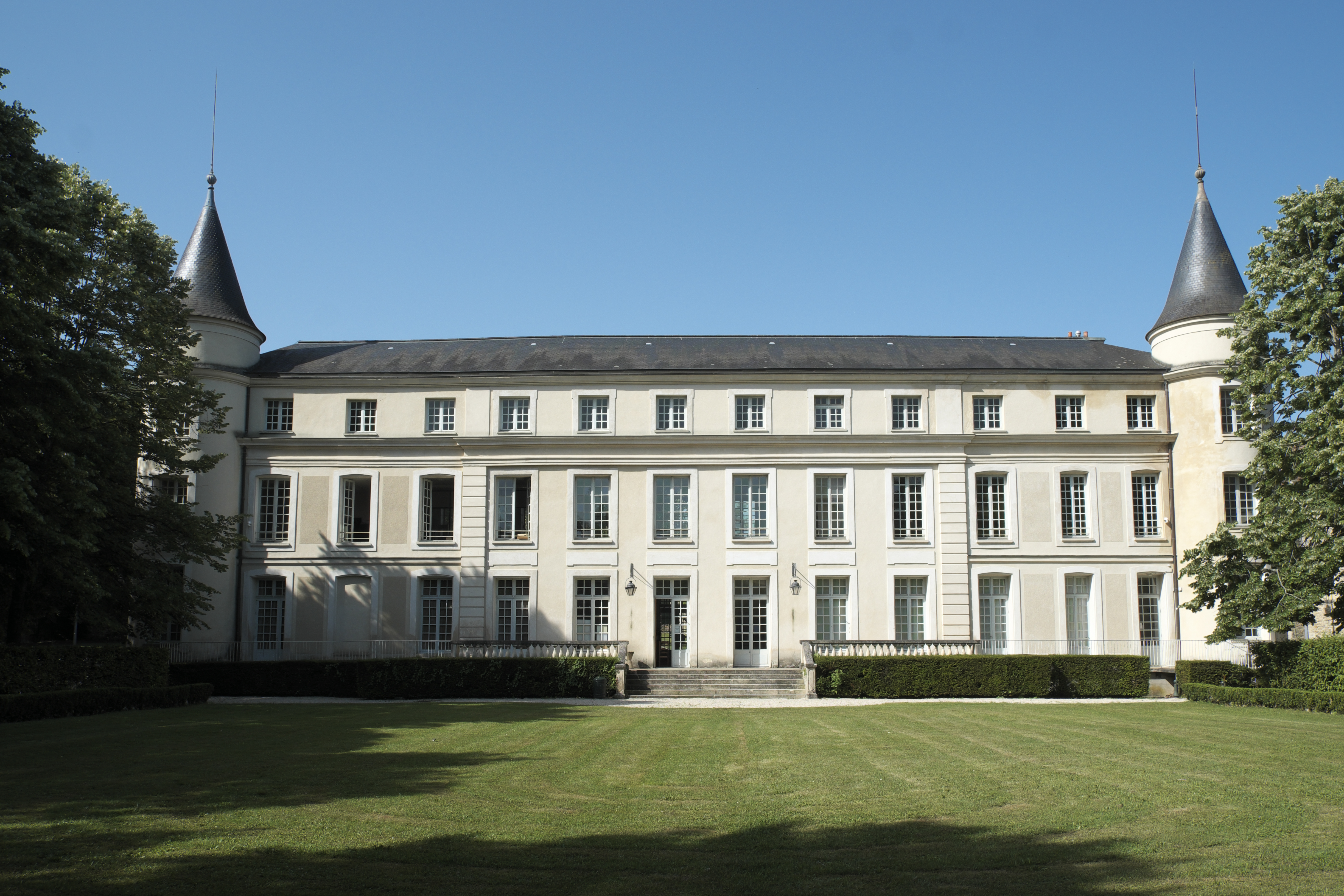
Schloss Boissise-le-Roi (Parkseite)

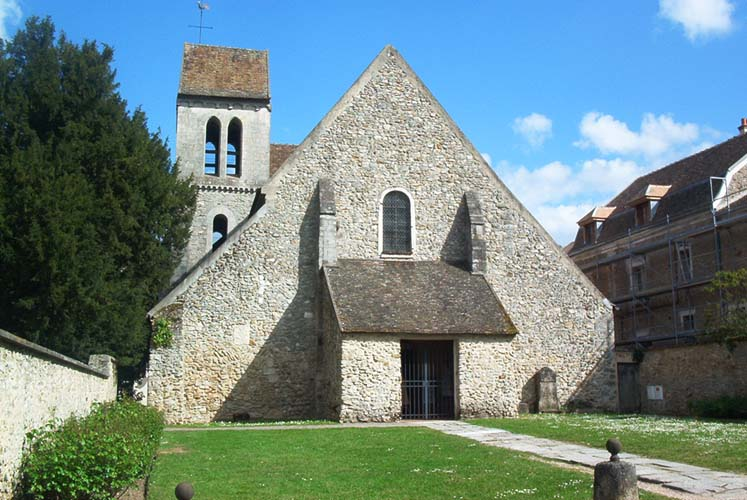
Kirche Saint-Denis

Boissise-le-Roi liegt etwa zehn Kilometer westlich von Melun am linken Ufer der Seine. Umgeben wird die Gemeinde von Seine-Port im Norden und Nordwesten, Boissise-la-Bertrand im Norden und Nordosten, Dammarie-les-Lys im Osten, Villers-en-Bière im Südosten, Perthes und Saint-Sauveur-sur-École im Süden, Pringy im Südwesten sowie Saint-Fargeau-Ponthierry im Westen.
Zur Gemeinde gehört die kleine Ortschaft Orgenoy.

## Geschichte
Ausweislich der Schenkungsurkunde übertrug Ludwig VI. Orgenoy an die Abtei von Saint-Victor in Paris. Boissise-le-Roi – im 13. Jahrhundert als Boissiacum Regis – wurde zu einem Lehen der Familie Thumery. Die Burg wurde mit der Besetzung durch die Engländer geschleift.

### Bevölkerungsentwicklung
| 1962 | 1968 | 1975 | 1982 | 1990 | 1999 | 2006 | 2011 |
| ---- | ---- | ---- | ---- | ---- | ---- | ---- | ---- |
| 718  | 1030 | 1818 | 2676 | 3126 | 3653 | 3623 | 3616 |

## Sehenswürdigkeiten
Siehe auch: Liste der Monuments historiques in Boissise-le-Roi
- Kirche Saint-Denis, im 13. Jahrhundert erbaut, Umbauten im 16. Jahrhundert, Monument historique
- Ehemalige Kapelle von Orgenoy aus dem 12. Jahrhundert
- Schloss Boissise-le-Roi, im 16. und 17. Jahrhundert erbaut, heutiges Rathaus, seit 1986 Monument historique
- Prairie Malcot, Landschaftsschutzgebiet an der Seine

## Feldbahn
| Feldbahn Orgenoy–Ponthierry                         | Feldbahn Orgenoy–Ponthierry |
| --------------------------------------------------- | --------------------------- |
| Die Kräne des Steinbruchs von Orgenoy               |                             |
| Ehemaliger Streckenverlauf auf einer heutigen Karte |                             |
|                                                     |                             |

Die Feldbahn Orgenoy–Ponthierry führte von einem Steinbruch bei Orgenoy zum Seine-Hafen in Saint-Fargeau-Ponthierry.
Die Steinbrüche von Orgenoy liegen einer fruchtbaren Ebene, die früher der Abtei Saint-Victor de Paris gehörte. Die Gebäude des herrschaftlichen Bauernhofs stammen teilweise aus dem 13. Jahrhundert. In Orgenoy siedelten sich in den 1920er Jahren viele italienische Emigrantenfamilien an, die hauptsächlich aus dem Dorf Posina in Venetien stammten. Diese Männer arbeiteten alle sehr hart in den harten Schleifsteinbrüchen für einen miserablen Lohn (etwa 50 alte Francs pro Woche). Die meisten von ihnen nahmen in der französischen Armee am Zweiten Weltkrieg teil.
Nach dem Krieg waren die Betriebe und Steinbrüche der Familie Piketty der Hauptarbeitgeber in der Region. Es gab drei Steinbrüche, von denen die abgebauten Steine mit der Feldbahn zur Verschiffung an das Ufer der Seine transportiert wurden. 
Da Orgenoy einen großen Anteil von italienischen Gastarbeiten hatte, nannte man das Dorf oft "Klein-Italien" («petite Italie»). Zu dieser Zeit gab es in Orgenoy mehrere Bistros, Lebensmittelgeschäfte, Straßenhändler, Kantinen und sogar einen kleinen Kinosaal im Obergeschoss des Café Berthelot gegenüber der Rue de la Sellerie. Die meisten Haushalte hatten bis Ende der 1950er Jahre kein fließendes Wasser und keine Heizung. Einige Steinbrucharbeiter lebten in kleinen, mit Teer verputzten Holzhäusern neben den Steinbrüchen. Trotz dieser Armut waren die Bewohner dank der guten Stimmung und des Zusammenhalts zwischen den Steinbrucharbeitern und ihren Familien zusammengeschweißt.
Die Feldbahn wurde mit Dampflokomotiven betrieben. Eine davon war eine Weidknecht B’1-Lok mit der Nummer 5. Constant Desforges, Betreiber der Mühlsteinbrüche in Orgenoy (aber auch Landwirt und Abgeordneter) nahm sie im November 1897 (Datum der Kesselprüfung durch die Dienststellen der Präfektur Seine-et-Marne). 
Die Steinbrüche schlossen nach und nach ihre Pforten, als in den 1960er Jahren der Blockstein aufkam.

## Gemeindepartnerschaften
- Mit der italienischen Gemeinde Caerano di San Marco in der Provinz Treviso (Venetien) besteht seit 2002 eine Gemeindepartnerschaft.